# Robinsonia deiopea
Robinsonia deiopea là một loài bướm đêm thuộc phân họ Arctiinae, họ Erebidae.